# Ananda (discípulo de Buda)
Ananda foi um dos principais discípulos de Buda. Era um devoto apelidado de o Guardião do Darma.

## Biografia
Ananda era primo de Buda e foi um devoto muito apegado a ele após ter entrado para a Ordem. No segundo ano de ministério com Buda, ele se tornou seu acompanhante pessoal, o seguindo na maioria das suas peregrinações e sendo o interlocutor de muitos dos seus diálogos. 
Ele é o protagonista de um louvor feito por Buda pouco antes de morrer (Mahaparinibbana Sutta, Digha Nikaya 16); mas este é um louvor de um homem gentil, generoso, preocupado com os outros e popular; não de um homem intelectual, versado na teoria e prática do sistema budista de autocultura. 
Então, na longa lista de discípulos dada na Anguttara, onde se declara que cada um deles é o chefe em algum tipo de dom, Ananda é citado por cinco vezes (mais que qualquer outro), mas ele é o chefe em conduta e serviço aos outros e em poder da memória, não em qualquer dos poderes intelectuais tão altamente valorizados na comunidade. Isto explica porque ele não se ateve ao arahat e aos primeiros chamados da convocação. 
Alguns dizem que ele foi seguido por quinhentos dos principais discípulos imediatamente após a morte de Buda, ele era o único que não era arahat (Cullavagga, livro xi.). Em passagens mais recentes, este incidente é esclarecido. Trinta e três versos atribuídos a Ananda estão preservados em uma coleção de cartas dos principais membros masculinos da ordem Theragatha (1017-1050). Elas mostram um espírito gentil e reverente, porém simples. 
Ananda é, habitualmente, chamado de o discípulo de Buda que "ouvia demais"; porque ele atendia ao Buda pessoalmente e frequentemente viajava com ele. Ananda ouviu e decorou muito dos discursos proferidos por Buda para várias audiências. No Primeiro Concílio Budista, organizado logo após a morte de Buda, Ananda foi chamado a recitar muitos de seus discursos que, mais tarde, se tornaram o Sutta Pitaka do Cânone Páli.
Apesar de sua longa associação e de sua proximidade com Buda, Ananda é tido como um discípulo cujo desenvolvimento nos caminhos Budistas é lento. Antes do Primeiro Conselho, foi proposto que, a Ananda, não fosse permitido frequentar os lugares, pois ele não era, ainda, um arhat. De acordo com a lenda, isto fez com que Ananda focasse seus esforços em atingir o nirvana, e ele conseguiu alcançar um nível específico de desenvolvimento espiritual antes da convocação do conclave. 
Ananda foi, entretanto, repreendido pelo Primeiro Conselho por falhar em pedir que o Buda permanecesse no mundo por um período maior de tempo; no Mahaparinibbana Sutta, Buda é retratado dando várias dicas a Ananda de que ele poderia permanecer no mundo tanto quanto fosse pedido por um de seus discípulos. Ananda falhou em captar a intimação e Buda partiu deste mundo logo depois. 
Em contraste com a maioria das figuras descritas no cânone páli, Ananda é retratado como uma figura imperfeita porém simpática. Ele chora a morte de ambos, Sidarta e Sariputta, com quem tinha uma amizade próxima. Um verso do Theragatha  revela sua solidão e isolamento após a morte do Buda.
Na tradição Zen, Ananda é considerado o segundo patriarca indiano. Ele é frequentemente descrito com tendo Buda Mahakashyapa ao lado, o primeiro patriarca Indiano.